# Моргіана
«Моргіана» — чехословацький готичний драматичний фільм 1972 року режисера Юрая Герца за романом Олександра Гріна «Джессі та Моргіана» (1929, Вікіджерело: Джессі та Моргіана). Історія розповідає про двох сестер, Клару та Вікторію. Вікторію охоплює заздрість, коли її сестра успадковує більшу частину майна їхнього батька. Коли Клара отримує знаки уваги від чоловіка, якого любить її сестра, Вікторія починає планувати її вбивство. Ролі обох сестер грає акторка Іва Янжурова.
Сцени на скелястому узбережжі знімали в Болгарії.

## Сюжет
За основу сценарію взято сюжет роману Олександра Гріна «Джессі та Моргіана», але фільм має певні відмінності від книги.
Фільм однойменний із кличкою кішки однієї з сестер Вікторії. Сіамська кішка є свідком подій, які відбуваються в домі, втіленням справедливості та ідеї, що всі злодіяння викриваються.
Зав'язкою фільму є смерть батька Вікторії та Клари і подальший конфлікт сестер за спадок. Клара отримує більшу частину майна, тому Вікторія вбачає в цьому несправедливість. Жінка вирішує, що батько любив сестру більше. Її охоплюють ревнощі та заздрість. Старшу сестру Вікторію зображують похмурою, лиховісною, жорстокою, владною, егоцентричною та в усьому протилежною молодшій сестрі. Клара життєрадісна, завжди в колі подруг, її всі люблять. Це дратує старшу сестру, від того потерпає її самооцінка. Вікторія починає лютувати, коли помічає, що чоловік, який їй подобається, приділяє знаки уваги сестрі, а її вважає неприємною особою та уникає її. Гордовита Вікторія не може бути в тіні. Її лють підкріплюють слова ворожки про те, що сестра буде завжди попереду та стане для неї перепоною на шляху до успіху та багатства. На фоні цілковитої переваги сестри, Вікторія вирішує позбутися Клари.
Ворожка пропонує жінці отруту, яка дозволить легко та непомітно усунути суперницю. Вікторія погоджується на цей злочин і підливає зілля сестрі, але не передбачає, що воно надто повільної дії. Клара починає хворіти та слабнути та в усьому підозрювати сестру. Вікторія також тестувала отруту на собаці, однак її випадково випила дитина. Отруту випила навіть її кішка Моргіана — єдина істота, яку жінка по-справжньому любила і яка була втіленням її темної душі. Вікторія також намагається вбити ворожку і не здогадується, що їй цього не вдалося. Ворожка починає переслідувати жінку та хоче запропонувати її сестрі ліки.
Клару переслідують марення та галюцинації від отрути. Вікторія теж перестає відрізняти уяву від дійсності. Вона дізнається, що отруїла власну кішку, після чого вчиняє самогубство. Тим часом, отрута виявляється не смертельною і сестрі стає краще. У фільмі утверджується ідея справедливості та перемоги світла над темрявою.

## Актори
- Іва Янжурова в ролі Клари / Вікторії
- Йозеф Абргам — Марек
- Ніна Дівішкова в ролі Отілі
- Петр Чепек — Гленар
- Йозеф Сомр — п'яниця
- Іржі Кодет у ролі Бессанта

## Цікаві факти
- Кішку Моргіану насправді грало 7 котів, одну з яких режисер Юрай Герц хотів забрати додому.
- Сам режисер фільму Юрай Герц давав негативні відгуки про своє творіння і називав його лише «тренуванням», всупереч тому, що «Моргіана» є одним із культових європейських готичних фільмів, які заворожують глядачів та критиків вже півстоліття.
- За оригінальним сюжетом та задумом дві сестри мали втілювати одну героїню, в якої шизофренія, внутрішні конфлікти та роздвоєння особистості. Дві героїні — це дві сторони однієї людини, в якій загострена проблема одвічної боротьби добра і зла. Виявлення цієї таємниці мало стати розв'язкою фільму. Однак, після «Празької весни» та радянської окупації у Чехословаччині запанував комуністичний режим, а отже, діяла жорстока цензура. Заборонялося висвітлювати різні хвороби та хворобливі психічні стани у творах мистецтва. Тож сценарій довелося змінювати. Радянська цензура не дозволила Юраю Герцу повністю розкрити свій задум. Режисеру вдалося зробити це завуальовано, обравши на роль обох сестер одну акторку. Іву Янжурову гримували та змінювали костюми, перевтілюючи в образи Клари та Вікторії.
- Після виходу фільма «Моргіана» Юрая Герца відсторонили від режисерської діяльності на три роки, звинувативши його в тому, що фільм пропагує садомазохізм.
- Фільм «Моргіана» є не лише одним із найкращих зразків «Чехословацької нової хвилі», але й геніальний та революційний для свого часу з точки зору зйомки та операторської роботи. Один із найкращих чехословацьких операторів Ярослав Кучера майстерно використав психоделічні кольорові фільтри, кадри від лиця кота і фантастичні ширококутні фотооб'єктиви.[5]

## У культурі
Фільм Юрая Герца мав вплив на інші твори мистецтва:
- У 1975 році на екран вийшов телесеріал «Трилогія жаху». Там були сцени про двох сестер.

- Також англійський режисер Пітер Стрікленд зізнавався, що «Моргіана» вплинула на його фільм «Герцог Бургундії» 2015 року.[6]

- Певні натяки на «Моргіану» можна помітити у фільмі Даррена Аронофскі «Чорний лебідь» 2010 року.[7]